# Tenant of Culture
Tenant of Culture is de naam waaronder de Nederlandse kunstenaar Hendrickje Schimmel (Arnhem, 1990) haar kunstpraktijk voert. Schimmel is een beeldend kunstenaar die in het gebied tussen mode en sculptuur werkt. Ze gebruikt upcycled materiaal om kleding en textielkunst te maken, vaak op een snel tempo vergelijkbaar met de massaproductie van fast fashion.
Met haar werk neemt Schimmel stelling in kwesties die gaan over de mode-industrie, consumentisme en wereldwijde productie- en distributiesystemen. Ze is geïnteresseerd in de semiotiek van kleding en mode en hoe kledingkeuzes identiteit uitdrukken en vormen in samenhang met klasse. Zo onderzoekt ze met haar serie Eclogues (2019), met een jasje gemaakt van industrieel geproduceerde strohoeden, het gebruik van traditionele werkkleding of plattelandskleding door grote modebedrijven.
Schimmel heeft een BA in Fashion Design aan Arhnem en een MA Textiles aan The Royal College of Art in Londen. Residenties deed ze bij de Sarabande Foundation en bij het Camden Arts Center en Arts Quest Peer Group, beide in Londen.

## Werk in museumcollecties
In 2020 heeft het Stedelijk Museum Amsterdam twee werken van Tenant of Culture in de collectie opgenomen: How to Style a Chore Coat (2020) en To Be Titled (2020).

## Tentoonstellingen
Meerdere solotentoonstellingen staan op haar naam, waaronder ‘Slub’ bij Galerie Fons Welters, Amsterdam (2024), ‘In Situ’, bij MUHKA Antwerpen (2023), ‘Soft Acid’ bij Camden Art Centre, Londen (2022), PIECE(D) WORK bij Ivory Tars, Glasgow (2022), ‘Georgics (How to Style a Chore Coat)’ bij Galerie Fons Welters, Amsterdam (2020), ‘Tenant of Culture’ bij Fries Museum, Leeuwarden (2020).
Daarnaast nam Schimmel deel aan meerdere groepstentoonstellingen waaronder Shimmer, Rotterdam (2024), MAK, Wenen (2023), Copenhagen Contemporary (2023) en Somerset House, Londen (2022). Het werk van Tenant of Culture is onder andere opgenomen in collecties van het Stedelijk Museum Amsterdam (Amsterdam) en het Fries Museum (Leeuwarden).
- RKD-Nederlands Instituut voor Kunstgeschiedenis: 505689